# Tiffany Haddish
Tiffany Haddish (* 3. prosince 1979, Los Angeles, Kalifornie, Spojené státy americké) je americká herečka, komička a autorka knihy The Last Black Unicorn (2017). Zlom v kariéře nastal s účinkováním v sitcomu stanice NBC The Carmichael Show (2015–2017). Objevila se ve filmech jako Keanu – Kočičí gangsterka (2016), Girls Trip (2017), Night School (2018), Jedna za osmnáct, druhá bez dvou za dvacet (2018), Pekelná kuchyně (2019) a Like a Boss (2020). Za účinkování v pořadu Saturday Night Live získala ocenění Emmy v kategorii nejlepší ženský herecký výkon v hostující roli (komedie). Od roku 2018 hraje v seriálu The Last O.G.. Svůj hlas propůjčila do filmů Lego příběh 2 (2019), Tajný život mazlíčku 2 (2019) a Angry Birds ve filmu 2 (2019).